# Amélie Munier-Romilly

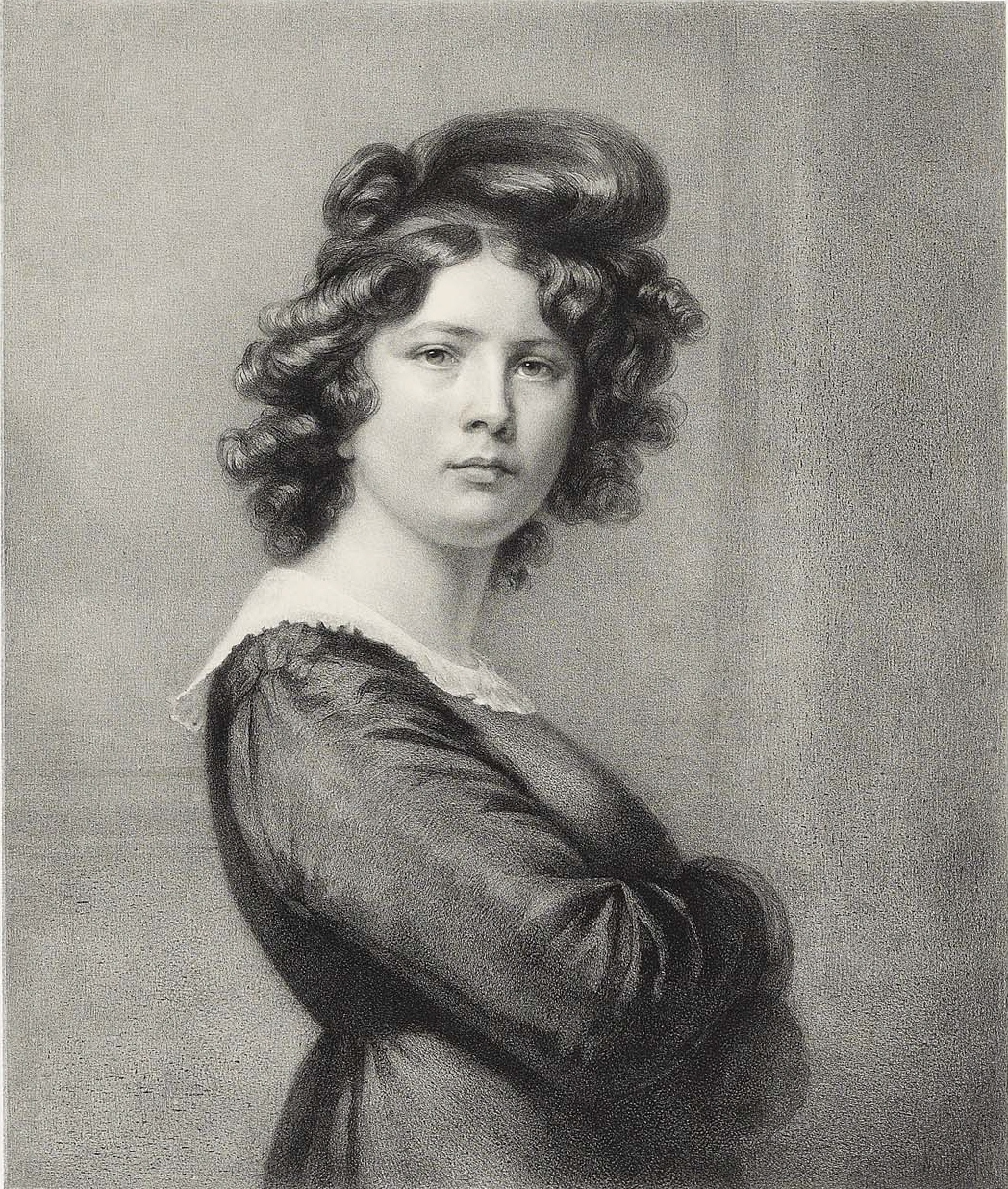
Selbstporträt

Amélie Munier-Romilly (* 21. März 1788 in Genf; † 12. Februar 1875 in Genf) war eine Schweizer Malerin.

## Leben

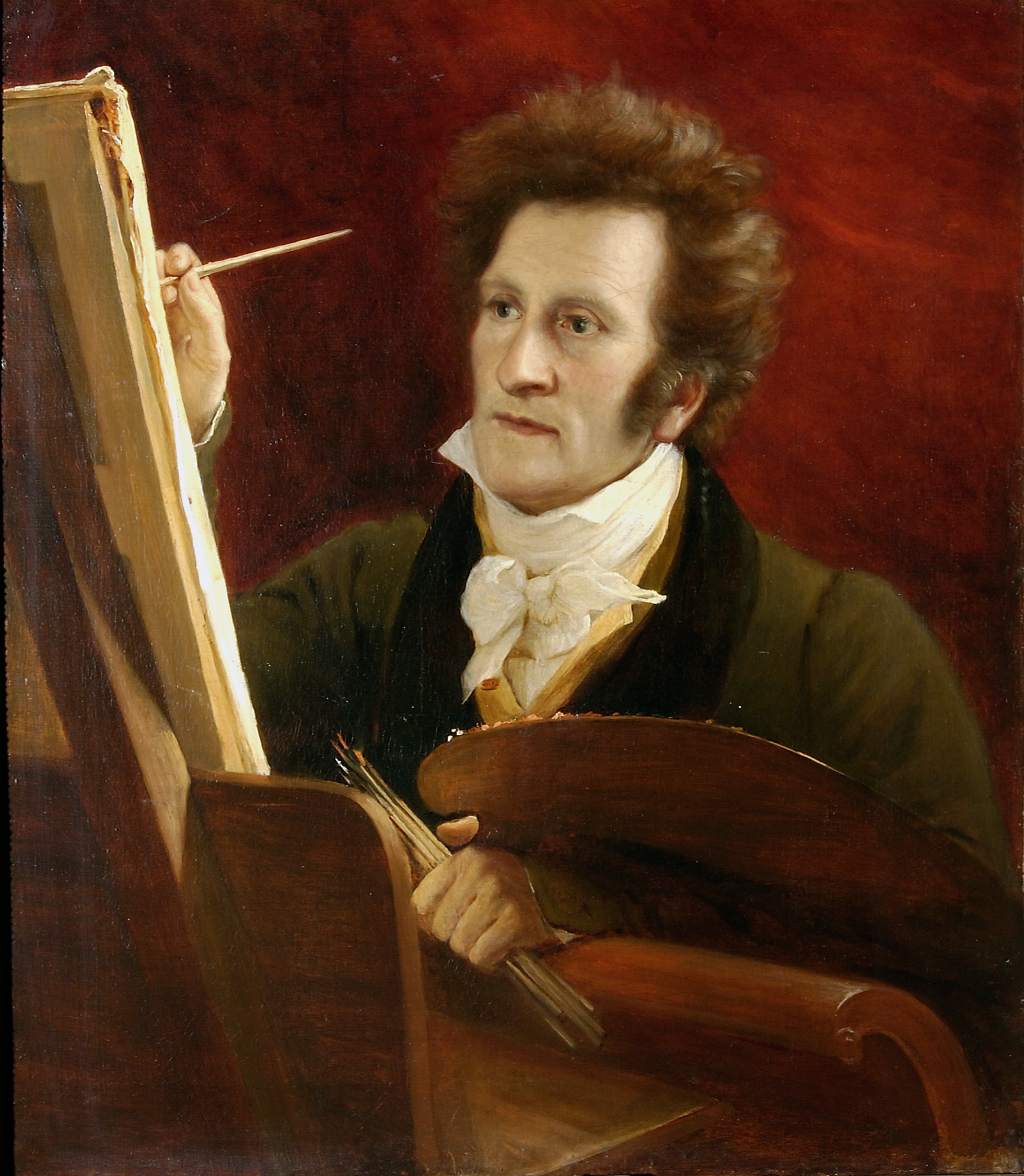
Amelie Munier-Romilly, Porträt von Firmin Massot

Jeanne-Louise-Amélie Romilly wurde als Tochter von Pierre-Paul Romilly (1760–1800), einem Uhrenmacher, und Suzanne Magnin (1757–1850) geboren. Durch den Verlust ihres Vaters im Alter von 13 Jahren musste sie als Verkäuferin in einem kleinen Laden früh einen Beitrag zum Familieneinkommen leisten. Um 1805 wurde sie Schülerin des Porträtmalers Firmin Massot, der ihr die Techniken der Pastell- und Ölmalerei beibrachte. Er ermutigte sie schliesslich auch, ihre Ausbildung in Paris abzuschliessen und dort gleichzeitig eine Arbeit zu suchen. In Paris traf sie auf François-Gédéon Reverdin, durch den sie Bekanntschaft mit Künstlern wie Horace Vernet und François Gérard machte. In seinem Atelier malte sie zudem eine Reihe von Porträts, die 1814 im Pariser Salon ausgestellt wurden.
Zurück in Genf unterrichtete sie junge Studenten und erlangte durch ihre Porträts zunehmende Berühmtheit. Bekannte Persönlichkeiten wie Madame de Stael und der französische Schauspieler François-Joseph Talma standen ihr Modell. 1815 wurde sie zum Ehrenmitglied der Société des Arts in Genf gewählt. In den folgenden Jahren stellte sie regelmässig in Genf, Bern, Paris, Lyon und London aus. Für ihre Berner Ausstellung wurde sie 1830 mit der Goldmedaille ausgezeichnet.
Bei ihren Porträts wendete sie unterschiedlichste Techniken wie Kohle-, Pastell- und Ölmalerei, sowie Lithographie und Aquarell an. Vor allem Kinderporträts trugen wesentlich zu ihrer Bekanntheit bei. Neben Porträts, die ein ideales Bürgertum voller Harmonie und Familienglück zeigen, stellte sie auch Szenen dar, in denen sie soziale Ungleichheiten anprangerte.
Im Laufe ihrer Tätigkeit malte sie Tausende von Bildern, von denen jedoch viele nicht mehr erhalten sind. So sind allein fünftausend Zeichnungen mit Öl- und Pastellporträts in Notizbüchern verschwunden. Die erhaltenen Werke befinden sich heute hauptsächlich in den Händen von Privatsammlern in Genf. Zudem besitzt das dortige Musée d’art et d’histoire zehn Gemälde, die für die Arbeiten der Künstlerin charakteristisch sind.
Sie war mit dem Pastor und späteren Theologie-Professor der Akademie Genf, David-François Munier, verheiratet. Gemeinsam hatte das Ehepaar vier Kinder.

## Ehrungen
In Genf trägt eine Strasse zu ihren Ehren den Namen Rue Munier-Romilly. Sie gehört zu einer der wenigen in der Stadt, die nach einer Frau benannt wurden.